# Maung Lay Khin
Maung Lay Khin (né le 5 juillet 1954 en Birmanie) est un joueur de football international birman, qui évoluait au poste d'attaquant.

## Biographie

### Carrière en sélection
Il participe avec la sélection birmane aux Jeux olympiques d'été de 1972. Lors du tournoi olympique, il joue un match contre le Mexique.